# Michel Amourette
Michel Amourette war ein französischer Kunstschreiner im 17. Jahrhundert.
Abrechnungen belegen, dass er 1683 Zahlungen für sechs Türeinfassungen im Schloss von Marly-le-Roi erhielt.